# 长池站
长池站（日语：／ Nagaike eki */?）位于京都府城阳市，是西日本旅客铁道（JR西日本）奈良线的鐵路車站。

## 历史
- 1896年1月25日 - 作为奈良铁道车站在桃山站至玉水站区间开业。
- 1905年2月7日 - 经过并购，成为关西铁道车站。
- 1907年10月1日 - 关西铁道国有化。
- 1909年10月12日 - 线路名称制定，成为奈良线车站。
- 1987年4月1日 - 国铁分割民营化后成为JR西日本车站。
- 2003年11月1日 - 支持使用ICOCA[2]。
- 2018年3月12日 - 开始使用车站编号[3]。

## 车站结构
侧式站台2台2线地上车站，上跨式站房。
宇治站管理的业务委托站。支持使用ICOCA。

### 月台配置
| 月台 | 路線   | 方向 | 目的地         |
| ---- | ------ | ---- | -------------- |
| 1    | 奈良線 | 上行 | 宇治、京都方向 |
| 2    | 奈良線 | 下行 | 木津、奈良方向 |

## 使用情况
根据京都府统计书，1日平均上車人次如下表。
| 年度   | 一日平均 上車人次 |
| ------ | ----------------- |
| 1999年 | 1,181             |
| 2000年 | 1,110             |
| 2001年 | 1,137             |
| 2002年 | 1,118             |
| 2003年 | 1,129             |
| 2004年 | 1,186             |
| 2005年 | 1,222             |
| 2006年 | 1,249             |
| 2007年 | 1,246             |
| 2008年 | 1,184             |
| 2009年 | 1,129             |
| 2010年 | 1,121             |
| 2011年 | 1,082             |
| 2012年 | 1,265             |
| 2013年 | 1,219             |
| 2014年 | 1,214             |
| 2015年 | 1,243             |
| 2016年 | 1,230             |
| 2017年 | 1,230             |

## 相鄰車站
西日本旅客鐵道
 奈良線
■都路快速、■快速
通過
■區間快速、■普通
城陽（JR-D12）－長池（JR-D13）－山城青谷（JR-D14）

## 外部連結
- 長池｜車站資訊：JR出門網 - 西日本旅客鐵道